# Campeonato de Bulgaria de Ciclismo Contrarreloj
Los Campeonatos de Bulgaria de Ciclismo Contrarreloj se organizan anualmente para determinar el campeón ciclista de Bulgaria de cada año, en la modalidad. 
El título se otorga al vencedor de una única carrera, en la modalidad de Contrarreloj individual. El vencedor obtiene el derecho a portar un maillot con los colores de la bandera de Bulgaria hasta el campeonato del año siguiente, solamente cuando disputa pruebas contrarreloj.

## Palmarés
| Año  | Ganador               | Segundo               | Tercero               |
| ---- | --------------------- | --------------------- | --------------------- |
| 2000 | Dimitar Gospodinov    | Ivan Markov           | Svetoslav Tchanliev   |
| 2001 | Ivaïlo Gabrovski      | Gueorgui Koev         | Gueorgi Gueorguiev    |
| 2002 | No se disputó         | No se disputó         | No se disputó         |
| 2003 | Ivaïlo Gabrovski      | Krassimir Dimitov     | Svetoslav Tchanliev   |
| 2004 | Ivaïlo Gabrovski      | Atanas Kostov         | Evgeni Gerganov       |
| 2005 | Ivaïlo Gabrovski      | Atanas Kostov         | Pavel Shumanov        |
| 2006 | Ivaïlo Gabrovski      | Pavel Shumanov        | Vladimir Koev         |
| 2007 | Ivaïlo Gabrovski      | Evgeni Gerganov       | Pavel Shumanov        |
| 2008 | Ivaïlo Gabrovski      | Bogdan Stoytchev      | Evgeni Gerganov       |
| 2009 | Pavel Shumanov        | Hristomir Angelov     | Ivaïlo Gabrovski      |
| 2010 | Vladimir Koev         | Pavel Shumanov        | Yoycho Yovchev        |
| 2011 | Nikolay Mihaylov      | Vladimir Koev         | Stanislav Zaraliev    |
| 2012 | Nikolay Mihaylov      | Spas Gyurov           | Evgeni Gerganov       |
| 2013 | Spas Gyurov           | Evgeni Gerganov       | Nikolay Mihaylov      |
| 2014 | Stefan Hristov        | Borislav Ivanov       | Stanimir Cholakov     |
| 2015 | Nikolay Mihaylov      | Radoslav Konstantinov | Borislav Ivanov       |
| 2016 | Aleksandar Aleksiev   | Nikolay Mihaylov      | Radoslav Konstantinov |
| 2017 | Radoslav Konstantinov | Aleksandar Aleksiev   | Bogdan Stoychev       |
| 2018 | Radoslav Konstantinov | Bogdan Stoychev       | Stefan Hristov        |
| 2019 | No se disputó         | No se disputó         | No se disputó         |
| 2020 | Spas Gyurov           | Martin Popov          | Teodor Rusev          |
| 2021 | Petar Dimitrov        | Spas Gyurov           | Nikolay Genov         |
| 2022 | Nikolay Genov         | Tsvetan Ivanov        | Martin Papanov        |
| 2023 | Martin Papanov        | Nikolay Genov         | Borislav Ivanov       |
| 2024 | Emil Stoynev          | Martin Popov          | Georgi Lumparov       |
| 2025 | Emil Stoynev          | Yordan Petrov         | Martin Popov          |